# Luisa Fernanda Rudi
Luisa Fernanda Rudi Úbeda (Sevilla, 13 de diciembre de 1950) es una política española que actualmente sirve como senadora por Zaragoza desde 2023. Ha sido diputada en las Cortes de Aragón, diputada en el Congreso de los Diputados, alcaldesa de Zaragoza (1995-2000), primera presidenta del Congreso de los Diputados (2000-2004), diputada en el Parlamento Europeo (2004-2008), presidenta de Gobierno de Aragón en la VIII Legislatura (2011-2015) y presidenta del Partido Popular de Aragón (2008-2017).

## Biografía
Luisa Fernanda Rudi Úbeda nació el 13 de diciembre de 1950, en la ciudad de Sevilla. Nació en la ciudad andaluza debido a que su padre, aragonés de origen navarro, era militar y estaba allí destinado. Tras eso, vivió tres años en El Aaiún, Sahara español. Después regresaron a Zaragoza, donde fijaron su residencia y ha vivido la mayor parte de su vida, hasta que empezó su carrera política y se trasladó a Madrid. Poco antes de ser elegida candidata para la alcaldía de Zaragoza se trasladó a la ciudad. 
Tras cursar el Bachiller, estudió Profesorado Mercantil en la Escuela de comercio de Zaragoza y más tarde, en 1979, la acreditación profesional de auditor-censor jurado de cuentas, ejerciendo como directora del área de contabilidad de una empresa. Posteriormente aprobó las oposiciones de Auditora de cuentas del Estado (funcionaria del Grupo A1). Está casada con José Sobrino Ducay.

### Trayectoria política
En las elecciones generales del año 1982 se presentó como candidata de Alianza Popular, partido en el que ingresó en ese mismo año,  en la coalición AP-PDP-UL, aunque no obtuvo un escaño en el congreso.
En la primera legislatura de las Cortes de Aragón (1983-1987) desempeñó el cargo de diputada en estas cortes. Cesó del cargo cuando fue elegida diputada nacional en las elecciones generales de 1986, otra vez en representación de Alianza Popular.
En los comicios generales del 29 de octubre de 1989 renovó su cargo como diputada, a los que concurrió con el número uno de la lista del PP de Aragón por la provincia de Zaragoza. Poco después, en 1993, fue reelegida diputada popular por Zaragoza. 

#### Alcaldesa de Zaragoza (1995-2000)

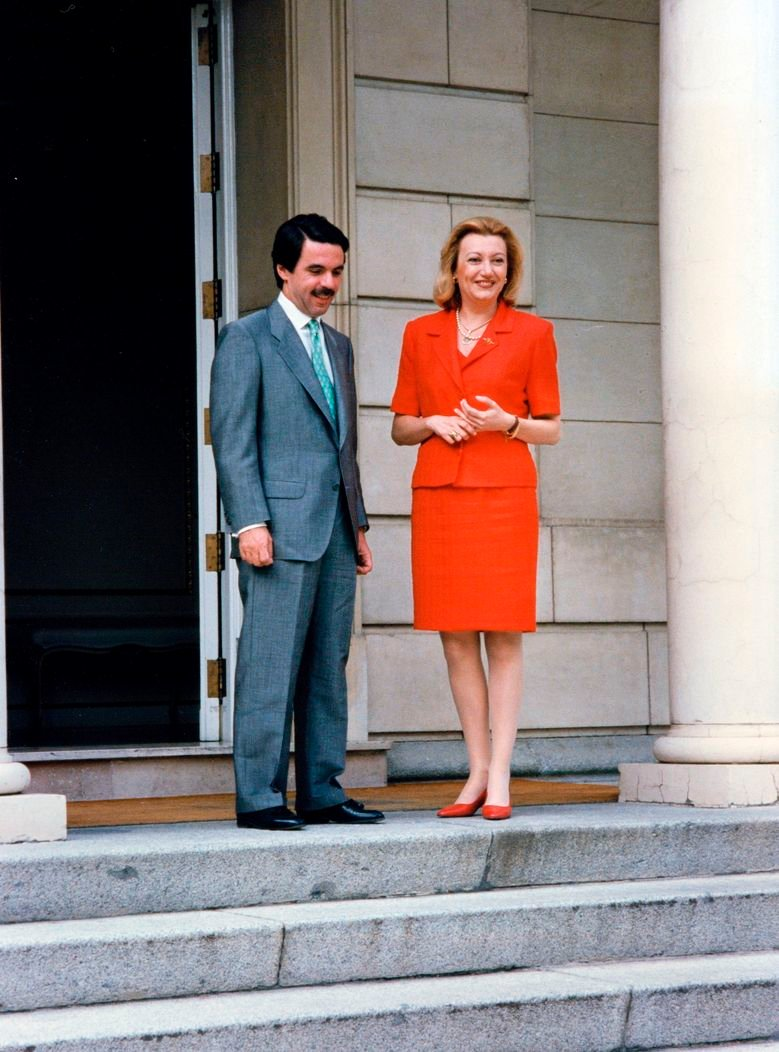
Recibida por José María Aznar en La Moncloa el 24 de marzo de 1997.

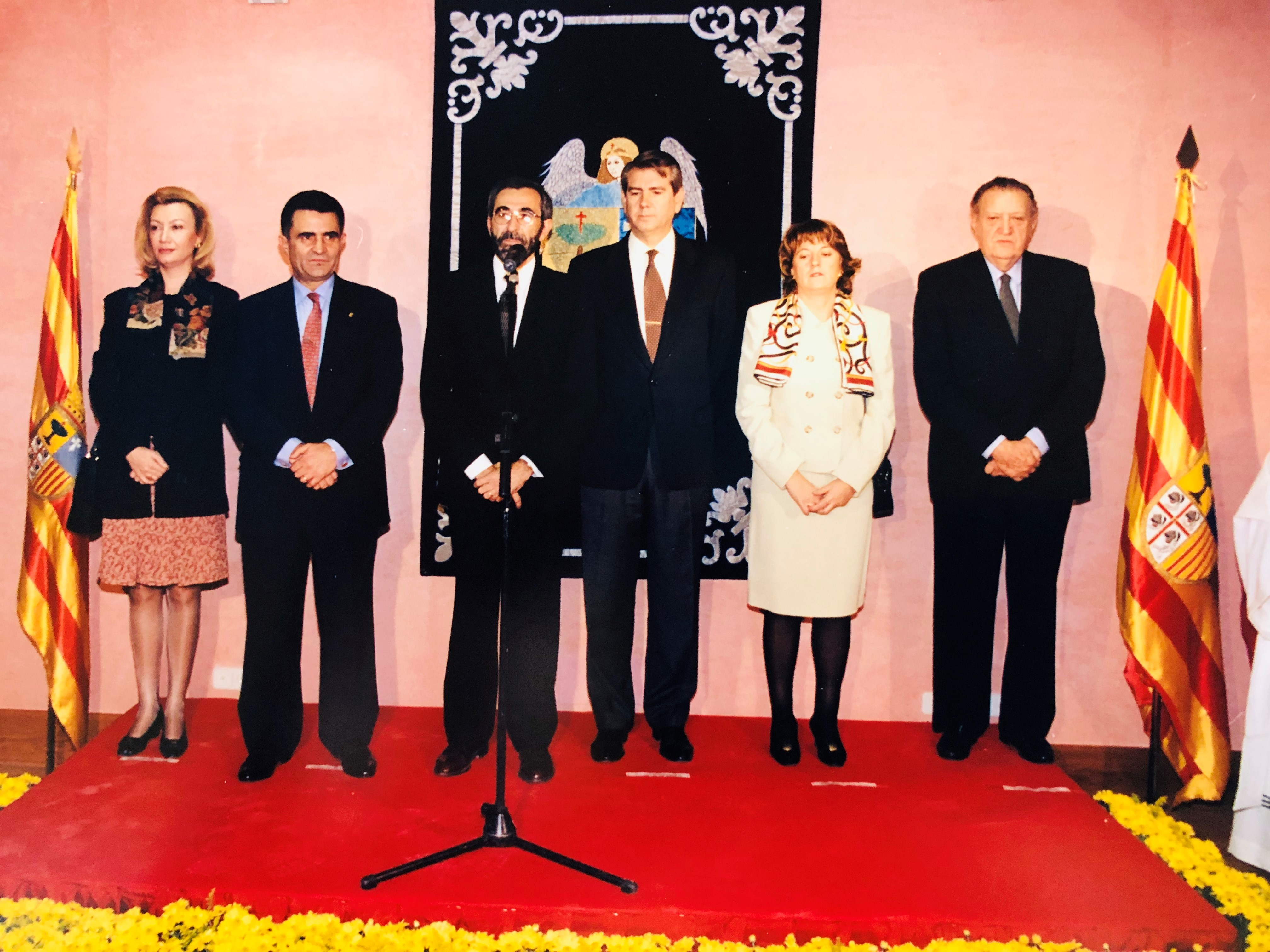

En las elecciones municipales del 28 de mayo de 1995 al Ayuntamiento de Zaragoza, la candidatura del PP encabezada por Luisa Fernanda Rudi cosechó un 46,85 % de los votos, 155 206. Traducidos a una mayoría simple de 15 concejales sobre un total de 31, Rudi fue investida alcaldesa de Zaragoza, la primera mujer en desempeñar el cargo. Con ello concluyó además un período ininterrumpido de gobiernos municipales del PSOE de toda la democracia.
En las elecciones municipales del 13 de junio de 1999 la candidatura del PP, de nuevo encabezada por Rudi, mantuvo sus 15 concejales, aunque perdió casi 30 000 votos respecto a los anteriores comicios. Rudi revalidó un nuevo mandato como alcaldesa, investida por la mayoría simple de 15 concejales del Partido Popular. Renunció como alcaldesa el 30 de marzo de 2000 y fue sucedida por su teniente de alcalde, José Atarés.

#### Presidenta del Congreso de los Diputados (2000-2004)
En las elecciones generales del año 2000 fue elegida diputada siendo cabeza de lista por Zaragoza. El día 5 de abril de ese mismo año, fue elegida la primera mujer presidenta del Congreso de los Diputados de España, cargo que conservó hasta el 19 de enero de 2004.
Ese mismo año, se celebraron el 13 de junio, las elecciones al Parlamento Europeo, en las cuales, Luisa se presentaba como número 2 del Partido Popular a nivel nacional. En la Eurocámara fue miembro de la Comisión de Mercado Interior y Protección al Consumidor y presidenta de la Delegación Interparlamentaria del Magreb.

#### Regreso a Aragón y presidenta de la DGA (2011-2015)
El 8 de noviembre de 2008, fue elegida presidenta del Partido Popular de Aragón.

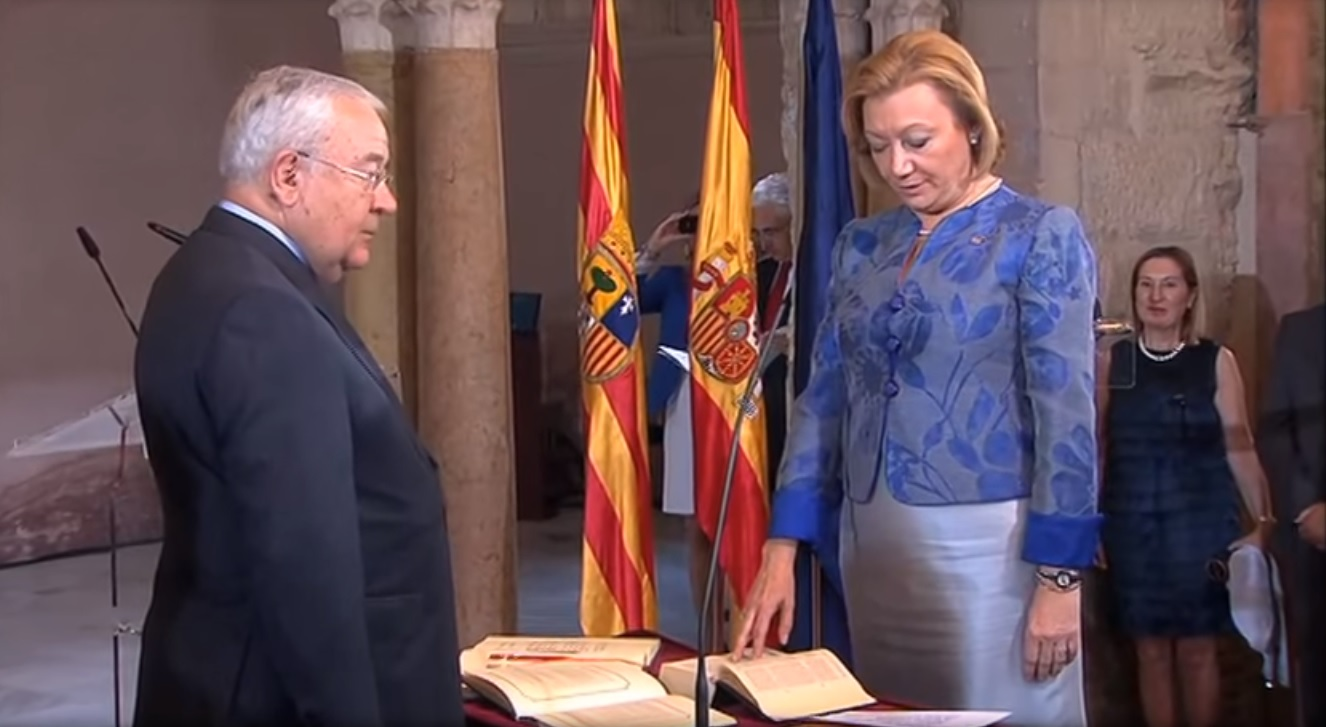
Toma de posesión de Rudi como presidenta del gobierno de Aragón el 14 de julio de 2011.

En las elecciones autonómicas celebradas en Aragón, el 22 de mayo de 2011, la lista encabezada por Rudi como candidata a la presidencia de la Diputación General de Aragón por el Partido Popular, alcanzó el 39,82% de los votos (30 escaños de 67) y su lista se situó como la más votada de la comunidad autónoma.
En junio de 2011 alcanzó un pacto con el PAR, que en estas elecciones obtuvo 7 escaños. Gracias a este pacto consiguió alcanzar la mayoría absoluta, lo que la convirtió en presidenta de la Diputación General de Aragón. El día 13 de julio, fue investida presidenta de la Diputación General por las Cortes de Aragón.
El 12 de mayo de 2012, Rudi fue reelegida presidenta del PP de Aragón con el 90,51 por ciento de los votos emitidos. Esta fortaleza interna conllevó que fuera una de las primeras candidatas autonómicas en ser confirmada por la dirección nacional del partido, en febrero de 2015.
El 30 de marzo del mismo año, Rudi firmó el decreto de disolución de las Cortes de Aragón, como paso previo a la convocatoria de elecciones autonómicas. De este modo se puso fin a la VIII legislatura, marcada por la segunda recesión de la crisis, el incumplimiento del techo de déficit en 2013 y 2014, la inestabilidad en la Consejería de Hacienda, con tres consejeros distintos, la aprobación de 43 leyes y el comienzo de la recuperación económica.
El 24 de mayo de 2015 se celebraron las elecciones autonómicas en las que el Partido Popular volvió a vencer con un 27,50% de los votos (21 diputados). Sin embargo, como el PP no podría volver a gobernar ni siquiera con el apoyo de Ciudadanos y el PAR, Rudi comunicó a sus colaboradores más cercanos que no renovaría como presidenta del Partido Popular de Aragón.
El 3 de julio, el candidato socialista Javier Lambán fue investido en las Cortes de Aragón con el apoyo de Podemos, CHA e IU como el noveno presidente de la Diputación General de Aragón relevando así a Rudi.

### Senadora (2015-actualidad)

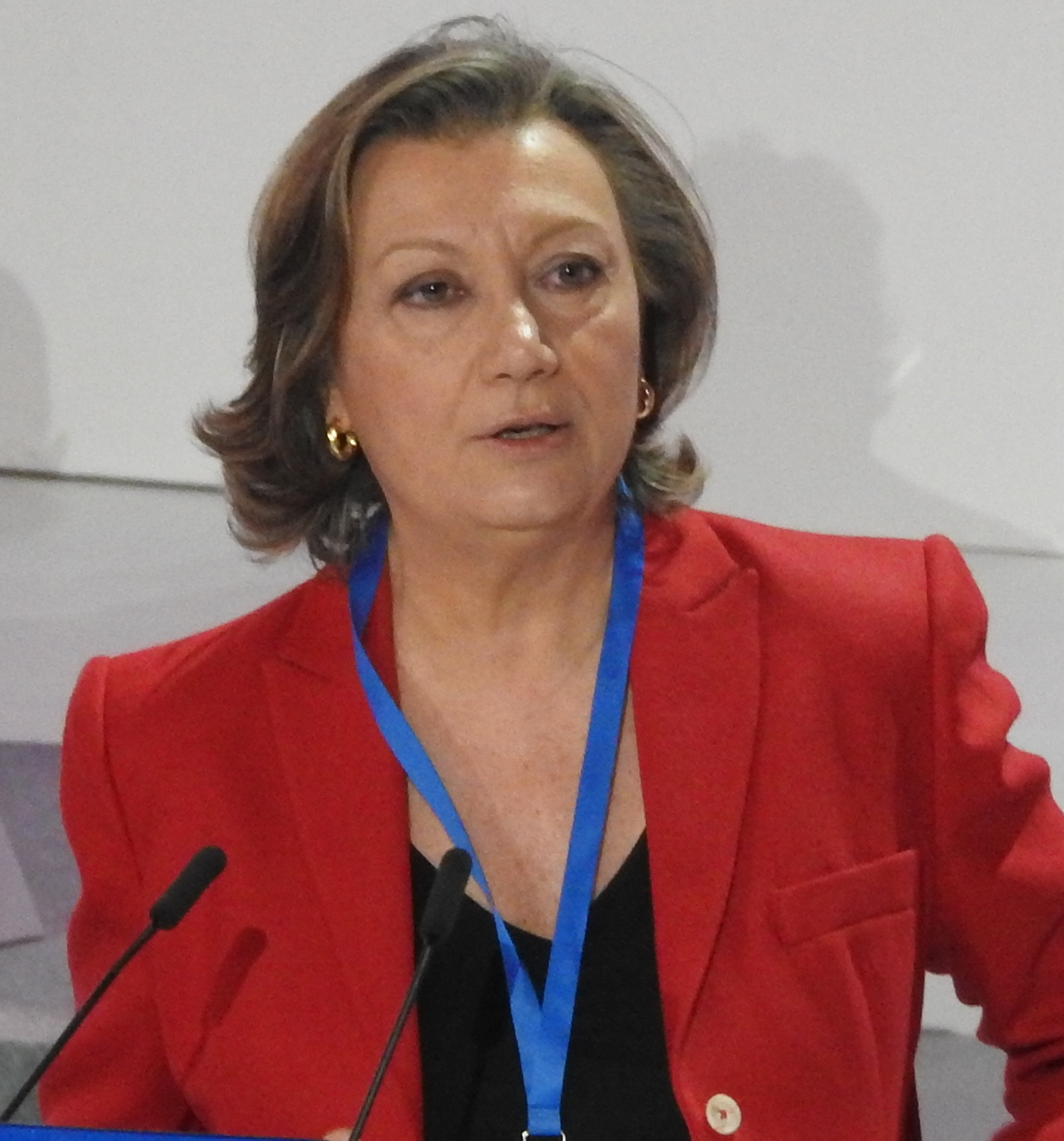
Rudi en 2017.

El 28 de julio fue elegida por las Cortes de Aragón como senadora por la comunidad autónoma. El 10 de mayo de 2017 fue nombrada portavoz del Grupo Territorial de senadores del PP por Aragón.
El 25 de marzo de 2017, en el XIII Congreso Autonómico del Partido Popular de Aragón, Rudi fue relevada de la presidencia del partido por el entonces alcalde de Tarazona, Luis María Beamonte.
El 22 de octubre de 2017, Rudi fue elegida una de los 27 senadores del Partido Popular para la comisión del Senado que tramitó la aplicación del artículo 155 de la Constitución tras lo ocurrido en Cataluña a raíz del referéndum de autodeterminación del 1-O.
El 5 de septiembre de 2019 fue reelegida senadora por designación de las Cortes de Aragón.

## Reconocimientos y distinciones
En octubre de 2008 fue distinguida con la medalla de oro de la ciudad de Zaragoza, junto a los otros exalcaldes que tuvo la ciudad en la etapa democrática: Sáinz de Varanda, González Triviño y Atarés.
El 23 de abril de 2016, Rudi recibió de manos de su sucesor en el cargo, Javier Lambán, la medalla de Aragón con motivo del desempeño de su labor como presidenta del Gobierno de Aragón durante la anterior legislatura.